# Svartsjön (Lövångers socken, Västerbotten)
Svartsjön är en sjö i Skellefteå kommun i Västerbotten och ingår i Bureälven-Mångbyåns kustområde. Sjön är 4,5 meter djup, har en yta på 0,0559 kvadratkilometer och befinner sig 33,1 meter över havet. Vid provfiske har abborre fångats i sjön.

## Delavrinningsområde
Svartsjön ingår i det delavrinningsområde (716075-811804) som SMHI kallar för Inloppet i Sundtjärnen. Medelhöjden är 36 meter över havet och ytan är 0,89 kvadratkilometer. Det finns inga avrinningsområden uppströms utan avrinningsområdet är högsta punkten. Avrinningsområdets utflöde mynnar i havet. Avrinningsområdet består mestadels av skog (91 procent). Avrinningsområdet har 0,06 kvadratkilometer vattenytor vilket ger det en sjöprocent på 8,4 procent.